# Friedrich-Wilhelm Weber
Friedrich-Wilhelm Weber (* 26. November 1896 in Bremen; † 3. Januar 1978 in Bremen) war ein Kaufmann und Politiker (Bremer Demokratische Volkspartei (BDV), FDP) sowie Mitglied der Bremischen Bürgerschaft.

## Biografie
Weber war als Kaufmann in Bremen tätig.
Er war nach 1945 Mitglied der BDV, die 1951 Teil der FDP wurde und von 1947 bis 1951 Mitglied der 2. Bremischen Bürgerschaft und Mitglied verschiedener Deputationen.